# Mestre de campo general
O mestre de campo general constituía um posto de oficial general, existente em vários exércitos da Europa, até ao século XVIII.

## Mestre de campo general em vários países

### França
No Exército Francês do Antigo Regime, os mestres de campo generais constituíam os oficiais imediatos dos coronéis-generais das armas de cavalaria e de dragões. As suas funções eram essencialmente honoríficas, mas podiam comandar as tropas de cavalaria ou de dragões nos locais onde se encontrassem.

### Portugal
Em Portugal, o posto de mestre de campo general foi criado durante o reinado de D. Sebastião.
A partir do período da Guerra da Restauração, os mestres de campo generais constituíam os oficiais generais que exerciam a função de segundo comandante de um governador das armas de uma província ou de um general de um exército em operações. Para além de segundos comandantes, exerciam também a função de comandante da infantaria da província ou do exército respetivo.
Até 1707, os mestres de campo-generais eram coadjuvados por oficiais designados "tenentes de mestre de campo general" (designação frequentemente abreviada para "tenente-general"), altura em que este cargo foi extinto.
Em 1707, as patentes de governador das armas, de general de infantaria e de general de artilharia foram extintas como tal e passaram a ser apenas funções, as quais passaram a ser desempenhadas por oficiais com o posto de mestre de campo general. Na sequência da reorganização da infantaria e da cavalaria do Exército Português, decretada a 15 de novembro de 1707 pelo Rei D. João V, passou a estar estabelecido que os mestres de campo generais portugueses seriam equiparados aos tenentes-generais estrangeiros. Esta equiparação destinava-se a clarificar as hierarquias dentro do exército conjunto inglês, neerlandês e português que estava então empenhado na Guerra da Sucessão de Espanha.
Pelo Decreto de 5 de abril de 1762, o posto de mestre de campo general foi transformado no posto de tenente-general.
A insígnia dos mestres de campo generais era constituída por um bastão. A partir de 1761, passaram a usar nos seus uniformes um distintivo de posto constituído por um galão largo e outro estreito, ambos dourados, bordados nas casacas e nas véstias.